# تتیوشی
شهر تتیوشی (به روسی: Тетюши) در کشور روسیه و در جمهوری تاتارستان واقع شده‌است.